# Мария Августа Турн-и-Таксис
Мария Августа Турн-и-Таксис (нем. Maria Augusta von Thurn und Taxis; 11 августа 1706, Франкфурт-на-Майне — 1 февраля 1756, Гёппинген) — принцесса из дома Турн-и-Таксис, в браке герцогиня Вюртембергская. Бабушка российской императрицы Марии Федоровны, супруги императора Павла I.

## Биография
Мария Августа — дочь князя Ансельма Франца Турн-и-Таксиса и его супруги Марии Лобковиц. До восемнадцати лет воспитывалась в Испании и в Австрийских Нидерландах, но со временем семья переехала во Франкфурт-на-Майне, где были сосредоточены богатства её семьи.
Принцесса была выбрана в жёны герцогу Карлу Александру Вюртемберг-Виннентальскому, который в 1733 году стал герцогом Вюртембергским. Свадьба состоялась 1 мая 1727 года во Франкфурте-на-Майне. На момент свадьбы невесте был 21 год, жениху — 42. В браке родилось шестеро детей. Муж Марии Августы умер неожиданно 12 марта 1737 года во время посещения военного гарнизона в Вюртемберге. Это означало, что их девятилетний сын Карл Евгений стал новым герцогом Вюртемберга. С большим трудом 5 ноября 1737 года регентом при новом герцоге стала Мария Августа, которая взяла на себя обязанность следить за образованием сына.
С 1739 года у неё начался роман с молодым военным капитаном. Слух о возможной беременности герцогини-регента стал настолько распространенным, что Тайный совет Вюртемберга начал расследование. Капитан был уволен со службы. Самой Марии был воспрещён въезд в герцогство на протяжении пяти месяцев (с апреля 1740). В это время она проживала в Брюсселе. Во время своего регентства принцесса отказалась от катастрофического для Вюртемберга союза с Пруссией в Войне за австрийское наследство.
К 1744 году Мария Августа снова стала значительно влиять на политику герцогства. По её приказу двое старших сыновей отправились служить в прусскую армию, получая неплохие доходы. В 1748 году она предложила старшему сыну жениться на принцессе Елизавете Фридерике Софии Бранденбург-Байрейтской, племяннице короля Фридриха Великого. Брак состоялся в том же году.
Оба старших сына Марии Августы детей не имели. По этой причине последующие герцоги, а затем и короли Вюртемберга происходят от младшего сына герцогской четы герцога Фридриха Евгения. Одной из дочерей Фридриха была российская императрица Мария Фёдоровна — внучка Марии Августы.
Принцесса Мария Августа славилась своей красотой. Тем не менее её часто критиковали за отсутствие здравого смысла в решении многих вопросов, касающихся герцогства. В высшем обществе она всегда подчёркивала, что она — хозяйка и герцогиня Вюртембергской земли. Многие из современников герцогини сравнивали её с французской королевой Марией Антуанеттой за её манеры и желание тратить деньги на балы, дорогие платья, украшения. Например, в её гардеробе насчитывалось около 500 платьев, самые дорогие из которых стоили около 500 флоринов. Это составляло заработную плату обычного слуги за 30 лет службы.
Несмотря на это, в распоряжении герцогини находилась огромная библиотека, она активно переписывалась с Вольтером, а также была другом философа маркиза д’Аржан.

## Потомки
В браке с герцогом Карлом Александром у Марии Августы родились:
- Карл Евгений (1728—1793), герцог Вюртембергский в 1737—1793 годах
- Евгений Людвиг (1729)
- Людвиг Евгений (1731—1795), герцог Вюртембергский в 1793—1795 годах
- Фридрих Евгений (1732—1797), герцог Вюртембергский в 1795—1797 годах
- Александр Евгений (1733—1734)
- Августа Елизавета (1734—1787), вышла замуж за Карла Ансельма, 4-го князя Турн-и-Таксиса.

## Награды
- 30 августа 1745 года Марии Августе был пожалован орден Святой Екатерины 1 степени, переданный ей с гвардии капитаном Дмитрием Голицыным[2].

## Титулы
- 11 августа 1706 — 1 мая 1727: Её Светлость Принцесса Турн-и-Таксис
- 1 мая 1727 — 12 марта 1737: Её Высочество Герцогиня Вюртембергская
- 12 марта 1737 — 1 февраля 1756: Её Высочество Вдовствующая герцогиня Вюртембергская

## Образ в кино
- 1934 — «Еврей Зюсс» (Великобритания). Роль исполнила Бенита Хьюм.
- 1940 — «Еврей Зюсс» (Германия). Роль исполнила Хильда фон Шольц[нем.].